# Kleidotoma geniculata
Kleidotoma geniculata är en stekelart som först beskrevs av Hartig 1840.  Kleidotoma geniculata ingår i släktet Kleidotoma, och familjen glattsteklar. Arten är reproducerande i Sverige.